# Stöckli Swiss Sports
Stöckli Swiss Sports AG is een Zwitsers producent van sportartikelen. Het is vooral bekend om zijn skis voor alpineskiën, noords skiën en freestyleskiën, maar het produceert ook fietsen (mountainbikes, e-bikes) en artikelen voor buitensporten: bergschoenen, trekkingkledij, tenten enz. Op de skimarkt is Stöckli een eerder bescheiden speler. Het produceert ongeveer 50.000 paar skis per jaar en heeft in Zwitserland een marktaandeel van 11%. Het verkoopt zijn skis enkel in eigen winkels of in geselecteerde vakwinkels.

## Geschiedenis
Stöckli is een familiebedrijf dat in 1935 werd gesticht door Josef Stöckli, die begon met de productie van houten skis in de ouderlijke schrijnwerkerij. In 1951 bouwde hij een eigen atelier waarin hij twee werknemers tewerkstelde. Van 1957 tot 1959 schakelde hij over op de bouw van metalen skis. In 1965 produceerde hij de eerste kunststofski. Vanaf 1967 breidde Stöckli de productie uit naar accessories zoals skischoenen en skibindingen.
In 1986 werd de nieuwe productiehal in Malters in gebruik genomen.
In 1991 werd Stöckli opgenomen in de "Liechtensteinse skipool", waardoor het skis kon leveren aan leden van de Liechtensteinse ploeg. Marco Büchel werd de eerste skiër die officieel op Stöckli-skis uitkwam in de wereldbeker alpineskiën. In 1994 slaagde Stöckli er na verschillende pogingen in om ook in de Zwitserse skipool opgenomen te worden. De eerste Zwitserse skiërs op Stöckli-skis waren Urs Kälin en Marcel Sulliger. Dankzij hun successen in de wereldbeker steeg de vraag naar Stöckli-skis. Tegenwoordig voert Stöckli zijn skis uit naar 31 landen.
In 1996 lanceerde Stöckli een mountainbikegamma, en in 2000 vormde het een eigen Stöckli Bike Team met 7 atleten, waarvoor onder meer Urs Huber uitkwam.
In 2007 veranderde men de naam van het bedrijf in "Stöckli Swiss Sports AG" en werd het nieuwe logo met de tekst "Stöckli outdoor sports" gelanceerd.
Op 19 februari 2010 stierf stichter Josef Stöckli op 94-jarige leeftijd.

## Sportsponsoring

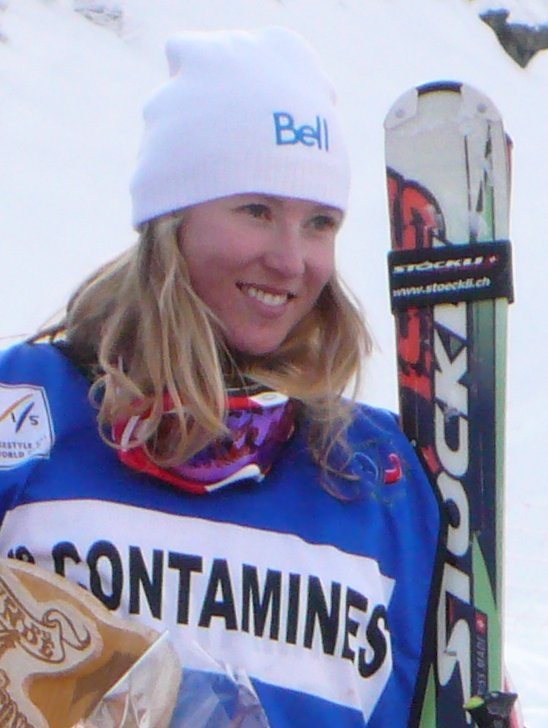
Ashleigh McIvor (skicross) met Stöckli

Stöckli heeft aanvankelijk vooral Zwitserse en Liechtensteinse skiërs van materiaal voorzien. Urs Kälin behaalde de eerste wereldbekerzege op de reuzenslalom op Stöckli-skis in januari 1996. In 1999 behaalde Didier Plaschy de eerste wereldbekerzege op de slalom en in 2007 won de Sloveen Andrej Jerman de eerste wereldbekerwedstrijd afdaling op Stöckli skis. Ambrosi Hoffmann won de bronzen medaille op de Super-G op de Olympische Winterspelen 2006.
Op de Olympische Winterspelen 2010 won Stöckli vijf medailles, waaronder twee gouden voor Ashleigh McIvor en Mike Schmid in de skicross.
Christopher Del Bosco werd in 2011 wereldkampioen op de skicross.
Sedert 2008 staat de Sloveense Tina Maze onder contract bij Stöckli en dankzij haar zege in de wereldbeker alpineskiën van 2012/2013 werd zij het uithangbord van de firma.
Stöckli sponsort ook profwielrenner Mathias Flückiger die in veldrijden en mountainbike aantreedt.
Bruno Kernen werd na zijn actieve sportcarrière "ambassadeur" van Stöckli.